# ЛокоТех-Сервис
ООО «ЛокоТех-Сервис» (ранее ООО «ТМХ-Сервис») — российская компания, осуществляющая сервисное обслуживание тягового подвижного состава. Входит в группу активов под управлением ООО «ЛокоТех» (Группа компаний «ЛокоТех»). Основное направление деятельности компании — организация сервисного обслуживания локомотивов.

## История
Компания создана в 2010 году. Образована в рамках осуществления реформы российского железнодорожного транспорта на основании утвержденной ОАО «РЖД» концепции «Развитие системы сервисного обслуживания и создания единого центра ответственности за техническое состояние локомотивов».
В 2012 году заключает 5-летний контракт на сервисное обслуживание 5046 локомотивов ОАО «РЖД» (около 25 % парка компании) и закрывает сделку по покупке 75 %-2 акций ОАО «Желдорреммаш». Также создана управляющая компания ООО «Локомотивные технологии».
В 2014 году по итогам аукциона заключает контракт с ОАО «РЖД» на полное сервисное обслуживание 14 799 локомотивов. В эксплуатацию компании передается 92 локомотиворемонтных депо по всей России, более 40 000 работников ОАО «РЖД» переходит в штат «ТМХ-Сервис».
В 2015 году проводится ликвидация центрального аппарата ООО «ТМХ-Сервис», происходит создание единого управленческого аппарата в составе компании ООО «Локомотивные технологии», которая обеспечивает оперативное руководство подчиненными ей филиалами в регионах расположения производства.
С 29 сентября 2017 года в рамках консолидации управляемых ООО «ЛокоТех» активов под единым брендом ООО «ТМХ-Сервис» изменило наименование на ООО «ЛокоТех-Сервис».
2 августа 2018 года АО «Трансмашхолдинг» и ООО «ЛокоТех-Сервис» объявили об объединении активов. Акционеры «Трансмашхолдинга» и «ЛокоТех-Сервиса» объединили свои акции и доли владения.
В 2019 году ООО «ЛокоТех-Сервис» осуществило переход к полигонной системе управления. На базе существующих филиалов созданы 3 самостоятельных подразделения компании, заводы интегрированы с сервисными депо и получили статус «Единых центров ответственности».
Несмотря на введение ограничительных мер в период COVID-19 (2020-2021гг.), предприятия ГК «ЛокоТех» не останавливали производство. Все рабочие места были сохранены, соблюдены социальные гарантии работников в соответствии с Коллективным договором.
В 2022 году ООО «ЛокоТех-Сервис» перешло на филиальную систему. 86 сервисных локомотивных депо закреплены за 13 филиалами.
- Разделение управления ООО «ЛокоТех-Сервис» и АО «Желдорреммаш».
- ООО «ЛокоТех-Сервис» включено в перечень системообразующих организаций Российской экономики.
- В штате ГК «ЛокоТех» – более 34 тыс. человек.

В апреле 2023 года ООО «ЛокоТех-Сервис» впервые получило грант Российского фонда развития информационных технологий (РФРИТ) для реализации проекта «Цифровой формуляр (паспорт) изделия». Это информационная система, обеспечивающая накопление и хранение неизменных фактов по жизненному циклу локомотивов и оборудования. «Цифровой формуляр (паспорт) изделия» включен в перечень особо значимых проектов, одобренных Правительственной комиссией по цифровому развитию.

## Состав
Производственную базу ООО «ЛокоТех-Сервис» составляют 225 сервисных площадок, входящих в 86 сервисных локомотивных депо, расположенных по всей территории России – от Владивостока до Калининграда.
В состав ООО «ЛокоТех-Сервис» входят 13 филиалов:
- Восточно-Сибирский;[5]
- Красноярский;
- Дальневосточный;[6]
- Западно-Сибирский;[7]
- Забайкальский;
- Западный;[8]
- Северо-Западный;[9]
- Северный;[10]
- Свердловский;
- Московский;[11]
- Южный;[12]
- Северо-Кавказский;[13]
- Приволжский.

Оперативное руководство ООО «ЛокоТех-Сервис» осуществляет управляющая компания ООО «ЛокоТех». В периметр группы управляемых активов наряду с ООО «ЛокоТех-Сервис» входят ООО «Центр планирования и управления МТР» и другие.

## Деятельность
Основное направление деятельности компании — организация сервисного обслуживания и инспекции локомотивного парка в объёмах ремонта на базе сервисных депо:
- Логистика (закупка запасных частей, пополнение запасов, доставка, управление складами).
- Обеспечение ремонтов на базе сервисных депо (ТО, ТР и СР);
- Разработка и внедрение проектов оптимизации локомотивов и локомотивного оборудования.

Основным показателем качества работы «ЛокоТех-Сервис» является доведение среднего коэффициента готовности к эксплуатации (КГЭ) по локомотивам до требований ТУ заводов производителей.
За 11 месяцев 2023 года только филиал «Восточно-Сибирский» (восемь сервисных локомотивных депо: «Братское», «Зиминское», «Иркутское», «Нижнеудинское», «Новая Чара», «Северобайкальск», «Тайшет», «Улан-Удэнское».) отремонтировал и выпустил в эксплуатацию 113 тысяч секций локомотивов. КГЭ вырос на 2 пункта по сравнению с 2022 годом.
Основным заказчиком компании является ОАО «РЖД».